# Cripta della chiesa di San Salvatore
La cripta della chiesa di San Salvatore a Brescia era il luogo di culto più sacro dell'ex monastero di Santa Giulia e fu costruita nella seconda metà dell'VIII secolo per custodire le reliquie di santa Giulia e di altre martiri. Mantenne le sue funzioni liturgiche fino alla soppressione del monastero nel 1797 e da allora cadde in stato d'abbandono. Fu infine recuperata nella seconda metà del XX secolo e, dal 1998, si trova all'interno del percorso espositivo del museo di Santa Giulia.
Fa parte del sito seriale "Longobardi in Italia: i luoghi del potere", comprendente sette luoghi densi di testimonianze architettoniche, pittoriche e scultoree dell'arte longobarda, iscritto alla Lista dei patrimoni dell'umanità dell'UNESCO nel giugno 2011.

## Storia
La cripta viene scavata nell'ambito della ricostruzione della chiesa di San Salvatore avvenuta alla metà dell'VIII secolo, il cosiddetto San Salvatore II coincidente con l'edificio attuale. In particolare, il cantiere è collocabile tra il 762 e il 763: la cripta viene organizzata in tre navate, viene resa accessibile da due strette scale ai lati del presbiterio e, entro poco tempo, accoglie le reliquie più preziose del monastero, donate dalla fondatrice Ansa (regina), moglie di Re Desiderio, relative a santa Giulia e altre martiri cristiane a lei contemporanee. Le reliquie vengono sistemate in arche sepolcrali e le pareti della cripta subiscono un primo intervento pittorico.
Nella seconda metà del XII secolo, la cripta è interessata da una revisione degli alzati: le navate vengono portate da tre a nove, con quattro campate ciascuna, inserendo nuove volte di copertura. Le nuove colonnine vengono pregevolmente risolte in senso artistico, ricorrendo a frammenti romani di reimpiego, materiali differenti e soprattutto nuovi capitelli di scuola antelamica decorati con elementi vegetali e animali e istoriati con varie raffigurazioni. Questo ampliamento, probabilmente, viene reso necessario dalla volontà di predisporre più spazio al culto delle reliquie, soprattutto quelle raccolte nei secoli successivi alla fondazione del monastero.
A partire dal 1797, con la soppressione del cenobio, la cripta così come l'intero complesso, occupato dai militari francesi prima e austriaci poi, cade in stato di forte degrado: tutti gli arredi liturgici, fissi e mobili, contenuti nella cripta vanno perduti, così come gli affreschi superstiti. Durante il XIX secolo, inoltre, una decina tra le migliori colonnine della cripta, con un delicato lavoro di puntellamento, vengono estratte e sostituite con generici pilastrini per poter essere esposte nel Museo dell'Età Cristiana, aperto nel frattempo in alcuni locali dell'ex monastero. Durante la seconda metà del XX secolo la cripta viene restaurata e, dal 1998, inserita all'interno del percorso espositivo del museo di Santa Giulia.

## La cripta oggi
L'ambiente si presenta essenzialmente nella veste assunta con la revisione del XII secolo, mentre la parte più orientale, coincidente con l'abside centrale della cripta, mantiene inalterate le fattezze dell'VIII secolo. Esso è organizzato con pilastri quadrati in mattoni, presentanti lacerti di intonaco affrescato, e colonnine marmoree con capitelli a foglie grasse, reggenti un sistema di architravi su cui anticamente poggiava il pavimento dell'abside della chiesa. In tal senso, è questo il secondo luogo più antico della cristianità bresciana conservatosi intatto dopo la cripta di San Filastrio nel Duomo vecchio. La cripta è accessibile da due ampie scale metalliche alle estremità, erette durante l'allestimento del museo negli anni 1990.
Le colonnine che reggono le volte sono soprattutto ottocentesche e risalgono all'epoca della sostituzione delle originali, mai più ricollocate anche perché non si conservò documentazione su posizione e orientamento originali di ognuna. Alle pareti si intravedono affreschi molto frammentari risalenti a più campagne decorative, dalla fondazione al XV-XVI secolo. A quest'ultima epoca, in particolare, è databile una Madonna col Bambino affrescata all'estremità sud della cripta. L'ambiente non ospita alcuna opera d'arte ed è lasciato alla pura esposizione della propria architettura.